# 대외군사판매
대외 군사 판매(對外軍事販賣, 영어: Foreign Military Sale, FMS)는 미국 정부가 군수물자 무기, 군사훈련 프로그램을 외국 정부에 판매하는 일을 말한다. 외국 정부는 보잉사 같은 군수업체에 직접 접촉하는 것이 아니라 국방안보협력국(Defense Security Cooperation Agency)의 조율하에 조달, 구입, 전달 및 훈련을 지원 받는다.

## 대한민국
1974년 이전에는 무상원조나 차관 형식으로 미국에서 무기를 지원받았다.  1974년 이후 대외군사판매의 형식으로 미군 물자 조달가격으로 우방국에게 공급하는 형식으로 무기와 기술을 이전받았다.
미국의 2006년 회계연도(2005.10-2006.9)에 한국은 총 27억700여만 달러치의 무기 등 군사구매 계약을 맺었으며 그중 정부 대 정부간 계약 방식은 대외군사판매(FMS) 방식을 통해 4억960여만달러, 미국 민간회사의 상용방식을 통해 약 22억9천800만달러치를 사들이기로 합의하였다.
1987년 미국의 대외군사판매(FMS) 프로그램에 의해 세 번째 그룹인 `비(非) 북대서양조약기구(NATO) 주요동맹국'으로 분류되었으며 2007년 기준 지난 10년간 69억달러의 무기와 군사장비를 수입하고 있는 미국의 5대 무기 구매국이다.
2008년 미국 하원 외교위원회는 지난달 30일 ‘무기수출통제법(Arms Export Control Act)’을 일부 수정해 한국의 대외무기판매(FMS) 프로그램 지위를 ‘북대서양조약기구(NATO)+3국(일본 호주 뉴질랜드)’ 수준으로 격상시켰다.

## 대외군사판매 구매국 분류기준
- 첫 번째 그룹:  NATO 회원국
- 두 번째 그룹:  NATO+5개국(대한민국.일본.오스트레일리아.뉴질랜드.이스라엘)

## 참고 문헌
1. ↑  한국, 지난해 27억700만달러 대미 군사구매 계약
2. ↑  美무기 신속하고 값싼 구매 길 열리나   연합뉴스 2007-08-15
3. ↑  
한국 지위 격상…美무기 도입때 ‘나토 수준’ 대우  동아일보 2008-05-02